# Corralejo de Hidalgo
Corralejo de Hidalgo es una localidad ubicada al noroeste del municipio de Pénjamo, estado de Guanajuato, México. Esta localidad está incluida en la ruta 2010, año en el que se cumplen 200 años de la Independencia Nacional y 100 años de la Revolución Mexicana.
Existe confusión común entre la localidad de "Estación Corralejo", lugar donde se encuentra una construcción tipo casa grande de hacienda y una tequilera de fama internacional y la Exhacienda de Corralejo, pues si bien a ambos lugares se les conoce como Corralejo y pertenecieron al territorio de la antigua hacienda, actualmente son localidades diferentes, que conforman la ruta turística de Corralejo. La confusión radica en la falsa idea de que en la casona de la tequilera en Estación Corralejo es el lugar del nacimiento de Miguel Hidalgo, cuando su lugar de nacimiento fue la Casa Grande de la Hacienda que se ubicó en la Hacienda de Corralejo, hoy solo subsisten los cimientos y el frontón de la casa de Hidalgo, considerados monumentos nacionales.

## Historia
La Hacienda Corralejo fue fundada en 1565 por Don Alonso de Angulo y Montesino. Es en esta localidad donde nació Miguel Hidalgo y Costilla en el año de 1753, sus padres Ana María Gallaga y Cristóbal Hidalgo, los cuales contrajeron nupcias en la Parroquia principal de Pénjamo, Guanajuato, dedicada a San Francisco de Asís. El padre de Hidalgo fungió como administrador de la Hacienda de Corralejo, por lo que Hidalgo no nació en un hogar de bajos recursos.

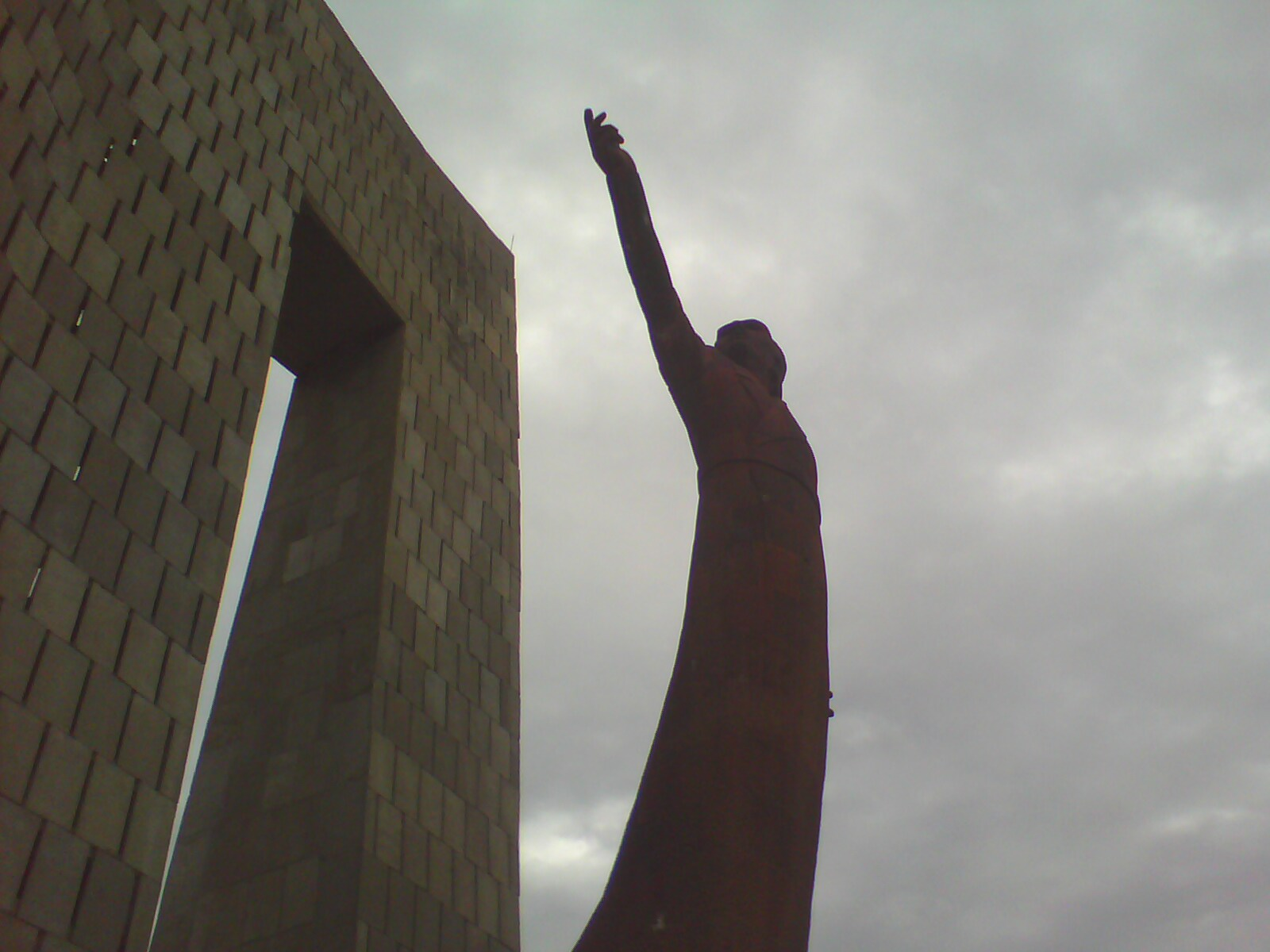
Monumento a Hidalgo en Corralejo Pénjamo

## Turismo
- El casco de la Hacienda cuenta con “El Museo del Vino y la Botella”, el cual por su gran variedad de bebidas alcohólicas es el más grande de México. Comprende alrededor de 3,000 botellas y el 99 % conserva su bebida original.
- El colosal monumento, así como el asta monumental que se encuentran en la explanada frente a lo que fuera la casona de la hacienda donde vivió Hidalgo junto a su familia es un excelente sitio para conocer, así también como la capilla estilo barroco que se encuentra aun costado y de fondo la espectacular Sierra de Pénjamo. Existen locales de comida en el lugar.
- La Gran Rotonda (Glorieta) de Hidalgo a la entrada de la carretera estatal que conduce a Corralejo en la intersección que hace con la carretera federal 90, donde se encuentra Hidalgo sosteniendo el estandarte de la Virgen de Guadalupe, iniciando la Independencia. Inaugurado por el 250 aniversario del natalicio de Hidalgo en el año 2013.
- A un constado del monumento antes mencionado se localiza una Empresa Vidriera donde se elaboran las famosas botellas de la conocida tequilera ubicada en el sitio, donde se encuentra una tienda de recuerdos.
- El Bodegón de la Dulce Vita, compuesto por impresionantes bodegones con cúpulas, detalles finamente tallados en cantera y en el lugar se aprecia la fabricación y degustación de dulces típicos, tequilas, vinos y perfumes. Este sitio forma parte del complejo Corralejo inaugurado en el 2010 el 8 de mayo, en honor del natalicio de Miguel Hidalgo y Costilla, en el marco del Bicentenario de la Independencia.
- El Castillo del Tiempo, es un enorme palacete aún costado del bodegón de la Dulce Vita, donde se puede entrar y recorrer sus espectaculares instalaciones, todas adornadas con relojes de todo tipo y tiempos.
- CAV o Centro de Atención a Visitantes lugar donde se localiza el Museo Niño Hidalgo, salas de exposición y galerías de artesanías guanajuatenses. Igualmente dentro del complejo se encuentra una zona de comida atendido por las cocineras tradicionales de Pénjamo.

## Futuro

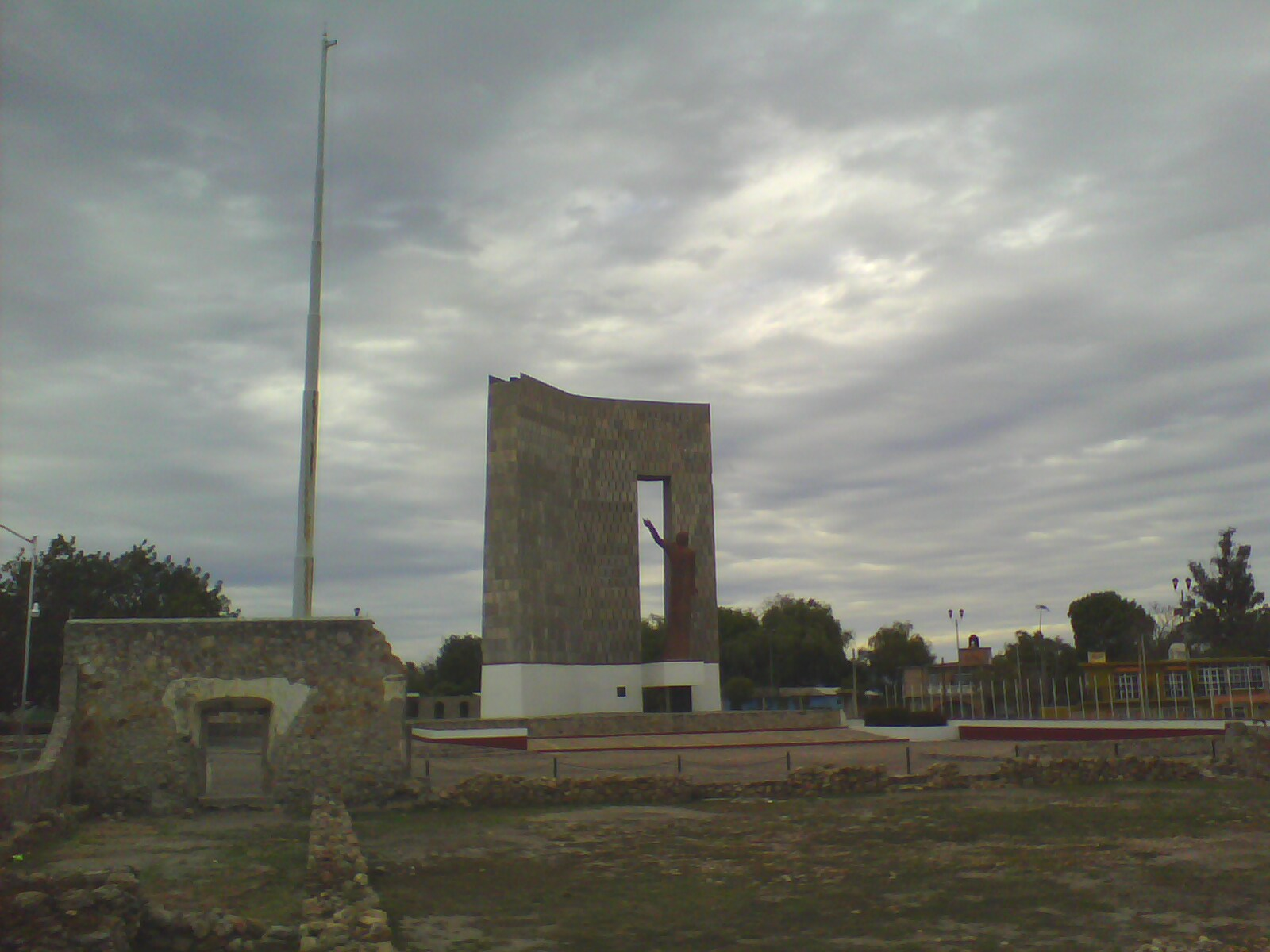
Monumentos Nacionales en Corralejo de Hidalgo

En poco tiempo se contempla la creación del denominado Parador Turístico Corralejo de Hidalgo, así mismo por los festejos del Bicentenario de la Independencia Mexicana se encuentran presentes los fines de semana los frescos monumentales, como abierta al público en general la Hacienda Interactiva de Hidalgo.